# Zamioculcadoideae
Zamioculcadoideae, potporodica kozlačevki, dio reda Alismatales. Sastoji se od tri roda, svi iz Afrike.
Kao potporodica predložili su je 2005. godine Bogner i Hesse nakon što su molekularne studije ukazale na potrebu za potporodicom, a do tada su njezini rodovi činili tribus Zamioculcadeae unutar potporodice Aroideae.

## Rodovi
1. Stylochaeton Lepr. (20 spp.)
2. Zamioculcas Schott (1 sp.); zamijokulkas
3. Gonatopus Hook. fil. ex Engl. (5 spp.)